# Hans Skruvfors
Hans Christer Fritiof Skruvfors, född 10 maj 1980 i Kristianstad, är en svensk företagsledare. Sedan hösten 2024 är han vd för Sambla.
Han var mellan 2020 och 2024 vd för Foodora.

## Biografi
Hans Skruvfors bodde i Kristianstad tills han som 20-åring började studera på Handelshögskolan i Göteborg, där han avlade masterexamen i ekonomi.
Efter Handelshögskolan blev han anställd på Procter & Gamble, där han arbetade i fyra år. Därefter fortsatte han sin karriär på konsultbyrån Accenture. År 2012 blev Skruvfors nordisk VD för undersökningsbolaget Nepa; år 2015 tog han över rollen som VD för Europa och Asien. År 2019 anställdes han på Foodora och blev företagets VD 2020. Sedan hösten 2024 är han VD på Sambla Group.